# Jasone Agirre Garitaonandia
Jasone Agirre Garitaonandia   (Abadiño, 27 de maig de 1968) és una periodista i política basca, diputada del Parlament Basc des del 2016 en representació d'Euskal Herria Bildu.
D'ençà de l'any 1991 ha estat treballant als informatius d'EiTB, on fou una de les fundadores del consell editorial i és membre de la comissió d'igualtat. Ha estat premiada per l'Institut Basc de la Dona per reportatges realitzats sobre la violència de gènere, i també ha estat professora de Teoria de la Comunicació a la Universitat de Mondragón. Viu a Durango i és membre de la l'associació cultural Gerediaga.